# Paul Dickson
Paul Dickson (* 18. Januar 1920 in Cardiff, Wales; † 6. Oktober 2011 im Vereinigten Königreich) war ein britischer Filmregisseur und Drehbuchautor. Zu Beginn seiner Laufbahn drehte er auch mehrfach unter dem Pseudonym Paul Gherzo.

## Leben und Karriere
Der 1920 im walisischen Cardiff geborene Alan Paul Dickson war der Sohn eines Tabakhändlers. Am Ellesmere College ausgebildet, diente er als Geheimdienstmitarbeiter in Italien, bevor er als Kameramann in der Filmeinheit der Armee arbeitete. Bekannt wurde er für seine zwischen 1949 und 1952 entstandenen Kurz- und Dokumentarfilme, die er für World Wide Pictures realisierte. Im Jahr 1951 wurde er mit dem BAFTA Award in der Kategorie Beste Dokumentation für den Kurzdokumentarfilm The Undefeated geehrt. Dickson kehrte in den 1960er Jahren zur Dokumentarfilmarbeit zurück und übernahm zwischenzeitlich weitere kommerzielle Film- und Fernsehprojekte. Er war auch in der Werbung tätig und drehte erfolgreiche Werbespots für Martini, John Player und Birdseye. Als Leiter der Regie an der National Film and Television School in Beaconsfield (1980–1989) hielt Dickson Vorträge in Sydney, Belgrad, Moskau und Lodz.
Zwischen den Jahren 1953 und 1957 inszenierte er ein halbes Dutzend Kinofilme, darunter die beiden Gilbert Harding-Produktionen Gilbert Harding Speaking of Murder und Tale of Three Women, das romantische Filmdrama Star of My Night in der Besetzung Griffith Jones, Kathleen Byronder und Hugh Williams, den Science-Fiction-Film Satellite in the Sky mit Kieron Moore und Lois Maxwell sowie das Kriminaldrama The Depraved mit Anne Heywood und Robert Arden in den Hauptrollen.
Für das Fernsehen realisierte er seit 1955 verschiedene Episoden für zum Teil international sehr namhafte Serien wie Mit Schirm, Charme und Melone mit Patrick Macnee, The Champions, Randall & Hopkirk – Detektei mit Geist, Department S. mit Peter Wyngarde und Joel Fabiani:,  Jason King oder Gene Bradley in geheimer Mission.
Paul Dickson führte in seiner Karriere über 25 Mal Regie und schrieb zu sieben Kurz- und Dokumentarfilmen sowie dem Spielfilm Eddie krault nur kesse Katzen das Drehbuch. Am 6. Oktober 2011 verstarb Dickson im Alter von 91 Jahren.

## Auszeichnungen
British Academy Film Award
- 1951: Ehrung mit dem BAFTA Award in der Kategorie Beste Dokumentation für The Undefeated.

## Filmografie (Auswahl)
| Regisseur - 1953: Gilbert Harding Speaking of Murder - 1954: Star of My Night - 1954: Tale of Three Women - 1955: Count of Twelve - 1956: Satellite in the Sky - 1957: The Depraved - 1955: The Vise (Fernsehserie, 4 Episoden) - 1955: Colonel March of Scotland Yard (Fernsehserie, 1 Episode) - 1956: Adventure Theater (Fernsehserie, 6 Episoden) - 1968: Mit Schirm, Charme und Melone (The Avengers, Fernsehserie, 1 Episode) - 1968: The Champions (Fernsehserie, 5 Episoden) - 1968: The Adventurers (Fernsehserie, 1 Episode) - 1969: Randall & Hopkirk – Detektei mit Geist (My Partner the Ghost, Fernsehserie, 1 Episode) - 1969: Department S. (Fernsehserie, 3 Episoden) - 1971: Jason King (Fernsehserie, 1 Episode) - 1972: Gene Bradley in geheimer Mission (The Adventurer, Fernsehserie, 2 Episoden) | - 1951: The Undefeated (Kurzdokumentarfilm) - 1951: A Story of Achievement (Dokumentarfilm) - 1952: David (Kurzdokumentarfilm) - 1954: Calling Scotland Yard: Falstaff's Fur Coat (Kurzfilm) - 1954: Calling Scotland Yard: The Missing Passenger (Kurzfilm) - 1954: The Javanese Dagger (Kurzfilm) - 1954: Calling Scotland Yard: The Sable Scarf (Kurzfilm) - 1954: Fatal Journey (Kurzfilm) - 1955: The Stateless Man (Kurzfilm) - 1955: The Mysterious Bullet (Kurzfilm) - 1957: The Film That Never Was (Kurzfilm) - 1960: Stone Into Steel (Kurzdokumentarfilm) Drehbuchautor - 1951: The Undefeated (Kurzdokumentarfilm) - 1952: David (Kurzdokumentarfilm) - 1954: Calling Scotland Yard: Falstaff's Fur Coat (Kurzfilm) - 1954: Calling Scotland Yard: The Missing Passenger (Kurzfilm) - 1954: Calling Scotland Yard: The Sable Scarf (Kurzfilm) - 1963: Eddie krault nur kesse Katzen (Les femmes d'abord) - 1965: Emergency-Ward 10 (Fernsehserie, 2 Episoden) |